# Stjepan
Stjepan je moško osebno ime.

## Izvor imena
Ime Stjepan je različica moškega osebnega imena Štefan.

## Pogostost imena
Po podatkih Statističnega urada Republike Slovenije je bilo na dan 31. decembra 2007 v Sloveniji število moških oseb z imenom Stjepan: 1.208. Med vsemi moškimi imeni pa je ime Stjepan po pogostosti uporabe uvrščeno na 148. mesto.